# George Stacey
George Stacey (Thorpe Hesley, aprile 1881 – Rotherham, 1972) è stato un calciatore inglese, di ruolo difensore.

## Carriera
Nasce a Thorpe Hesley, presso Rotherham. Terzino, arriva al Manchester United nell'aprile del 1907, proveniente dal Barnsley, in cambio di 200 £. Debutta il 12 ottobre 1907, nel vittorioso 6-1 inflitto al Newcastle United. Gioca 241 incontri di First Division, 26 di FA Cup e 3 di Charity Shield, vincendo due titoli inglesi, una FA Cup e due supercoppe inglesi.
Durante la prima guerra mondiale va a giocare a Rotherham e nel dopoguerra, ritornato all'United, lascia il club a costo zero.

## Palmarès

### Club

#### Competizioni nazionali
- Campionato inglese: 2

Manchester United: 1907-1908, 1910-1911
- Charity Shield: 2

Manchester United: 1908, 1911
- Coppa d'Inghilterra: 1

Manchester United: 1908-1909